# El vampiro teporocho
El Vampiro Teporocho es una película mexicana de 1989 dirigida por Rafael Villaseñor Kuri y protagonizada por Pedro Weber "Chatanuga".

## Trama
La historia de 3 científicos que descubren un vampiro al que deciden enviar al espacio para destruirlo por su peligrosidad, pero su cohete se desvia y cae en la Ciudad de México, donde el vampiro (Pedro Weber "Chatanuga") muerto de hambre se une a un grupo de teporochos que le enseñan a "sobrevivir" en la ciudad más grande del mundo. 
- Datos: Q16492456